# Flüssigkeitskühlung
Unter einer Flüssigkeitskühlung versteht man die Kühlung eines wärmeerzeugenden Geräts mit Hilfe einer Flüssigkeit. Sie hat den Vorteil gegenüber der Luftkühlung, dass größere Wärmemengen abgeführt werden können. Als Nachteil ist der erhöhte technische Aufwand zu sehen.

## Verwendete Flüssigkeiten

### Wasser
Wasser wird, da ungiftig und nicht brennbar, am häufigsten für die Flüssigkeitskühlung verwendet.

### Öl
Zur Kühlung von Hochspannungsgeräten, insbesondere Leistungstransformatoren wird als Kühlmittel Transformatorenöl, üblicherweise eine Form Mineralöl, wegen seiner guten elektrischen Isoliereigenschaften verwendet. Da Mineralöl brennbar ist, werden Transformatorenöl verschiedene Zusätze wie polychlorierte Biphenyle (PCB) zugesetzt und es müssen besondere bauliche Maßnahmen wie Ölauffangbehälter für den Havariefall getroffen werden.

### Clophen
Früher wurden u. a. als Clophen bezeichnete PCB-haltige Gemische als nicht brennbare Alternative zum Öl für die Kühlung von Hochspannungsgeräten verwendet. Es ist wegen seiner extremen Giftigkeit heute verboten.

### Natrium
Flüssiges Natrium wird für die Kühlung von Brutreaktoren verwendet, weil es die Geschwindigkeit der Neutronen nicht bremst und über eine hohe Wärmeleitfähigkeit verfügt. Es muss wegen seiner leichten Brennbarkeit und der heftigen Reaktion mit Wasser mit besonderer Vorsicht gehandhabt werden. Ein weiteres Problem ist, dass es bei Zimmertemperatur fest ist, was eine Heizung des Kühlmittels beim Nichtbetrieb des Reaktors erfordert. Auch zur Kühlung von Ventilen bei Motoren wird Natrium häufig verwendet.

### Quecksilber
Quecksilber wurde vereinzelt für die Kühlung von Versuchsreaktoren verwendet. Es ist wegen seiner hohen Dichte, die große Umwälzpumpen erfordert und seines hohen Neutroneneinfangquerschnitts nicht gut geeignet für größere Reaktoren. Ein weiteres Problem ist die Giftigkeit.

### Gallium
Gallium könnte wegen seines niederen Schmelzpunkts und hohen Siedepunkts für die Kühlung von Reaktoren interessant sein. Allerdings ist es sehr teuer und legiert bei hohen Temperaturen gern mit anderen Metallen und erfordert große Umwälzpumpen.